# Clorofosfato de dipropila
Clorofosfato de dipropila é o composto orgânico, o éster de n-propila do ácido clorofosfórico, de fórmula química C6H14ClO3P e massa molecular 200,6. É classificado com o número CAS 2510-89-6, CBNumber CB6402299 e MOL File 2510-89-6.mol.